# Sępolno (Wrocław)
Sępolno – część (zwyczajowo nazywana osiedlem) Wrocławia, na osiedlu Biskupin-Sępolno-Dąbie-Bartoszowice (w byłej dzielnicy Śródmieście), do roku 1924 (kiedy zostało włączone w granice administracyjne miasta) podwrocławska wieś, potem podmiejskie osiedle o niemieckiej nazwie Zimpel.

## Historia
Wieś istniała już w średniowieczu, wspominana jest m.in. w 1288 jako Zemplin przy okazji nadania jej ziem kolegiacie św. Krzyża; w 1353 opisywana jako Czympelin, w 1368 natomiast pod nazwą Semplino. Wieś ówczesna zlokalizowana jednak była na południowy wschód wobec obecnego centrum osiedla, w pobliżu dzisiejszego skrzyżowania Bacciarellego, Mielczarskiego i Żmichowskiej, a zatem na pograniczu ze współczesnymi osiedlami Biskupin i Bartoszowice. Teren ten był podmokły: bieg Odry i innych płynących w tej okolicy rzek i strumieni (Widawy, nieistniejącej dziś Czarnej Wody i pomniejszych) zmieniał się przez stulecia wiele razy, często niemal po każdej większej powodzi, zwłaszcza po zdarzających się tu co kilkadziesiąt lat powodziach katastrofalnych. Z tego powodu aż do początków XX wieku okolica ta nie sprzyjała osadnictwu. Wprawdzie pewna poprawa nastąpiła po wykonaniu w latach 1531–1555 przekopu Bartoszowicko-Szczytnickiego na południe od Biskupina, gdy kanał ten przejął główny nurt Odry i w zasadzie oddalił niebezpieczeństwo płynące z dotychczasowych ciągłych zmian koryta rzeki. Powodzie jednak trapiły wciąż mieszkańców wszystkich okolicznych wsi, rujnując co jakiś czas ich dobytek. Sytuacja zmieniła się w istotnej mierze dopiero po katastrofalnej powodzi z 1905, po której zdecydowano o przekopaniu w miejscu meandrującego cieku Czarnej Wody, pomiędzy Bartoszowicami a Karłowicami, kanałów Nawigacyjnego i Powodziowego. Budowa ta zakończona została w 1919 i od tego roku datuje się współczesny rozwój Sępolna.

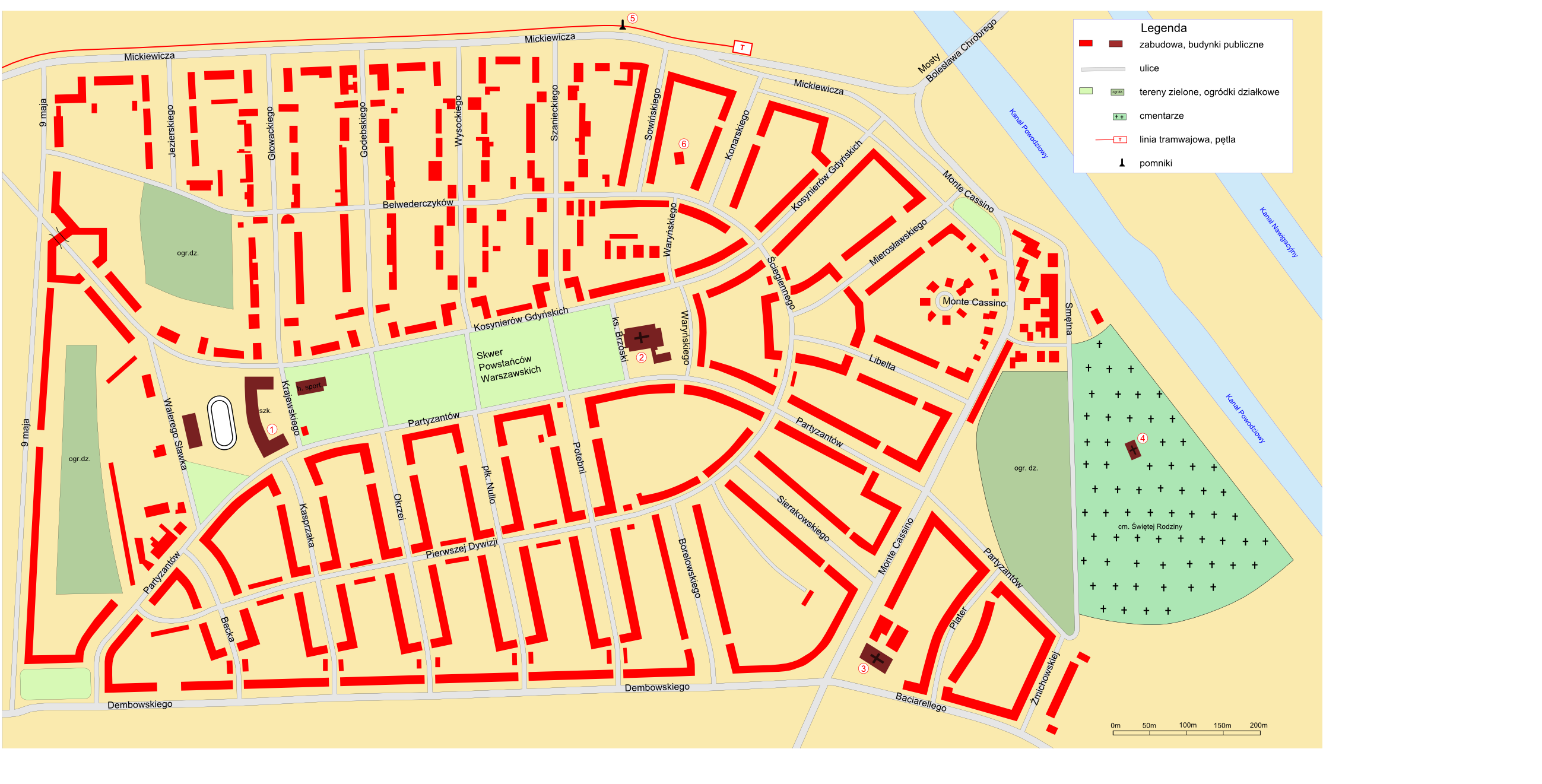
Schematyczny plan osiedla9maja.

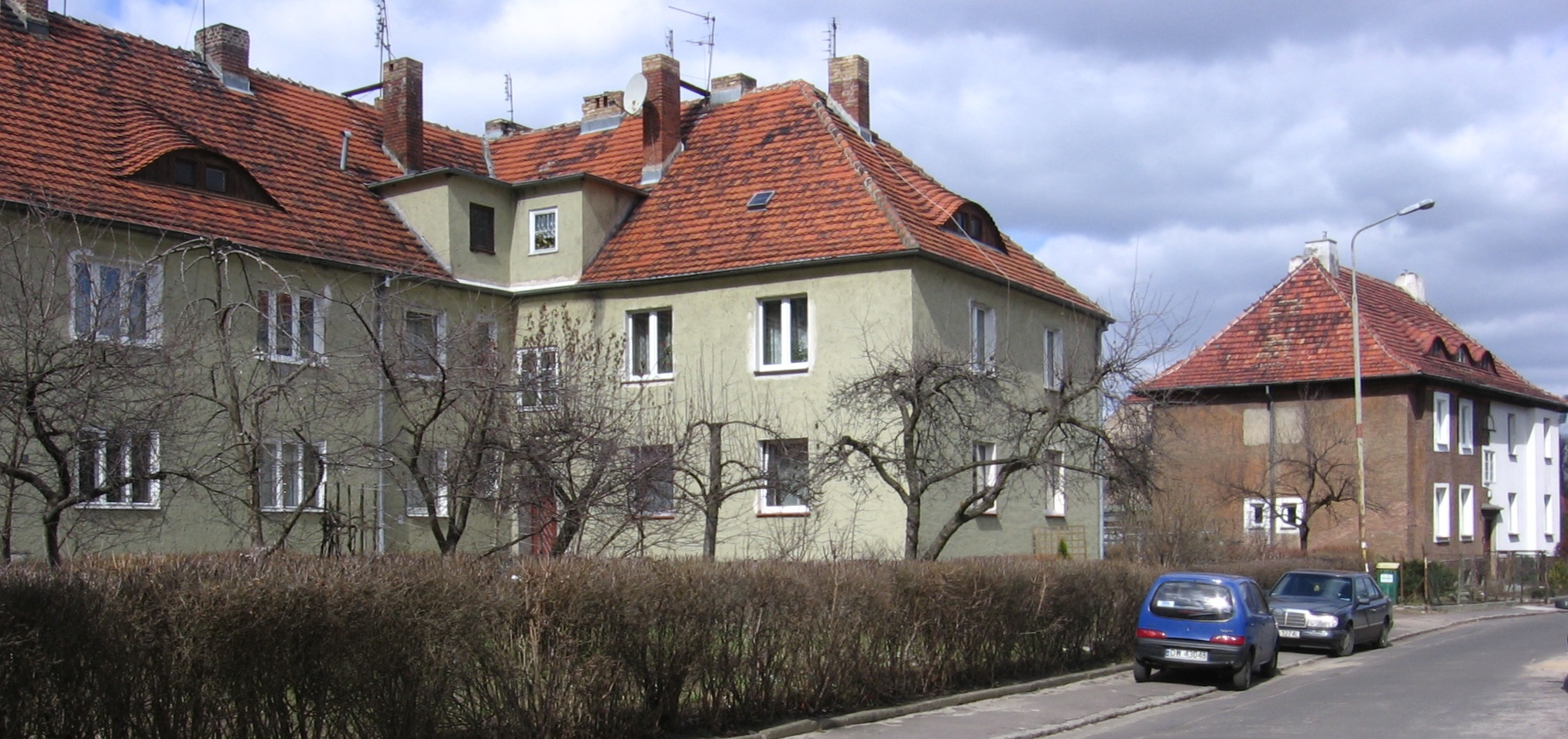
Sępolno, ul.Wysockiego

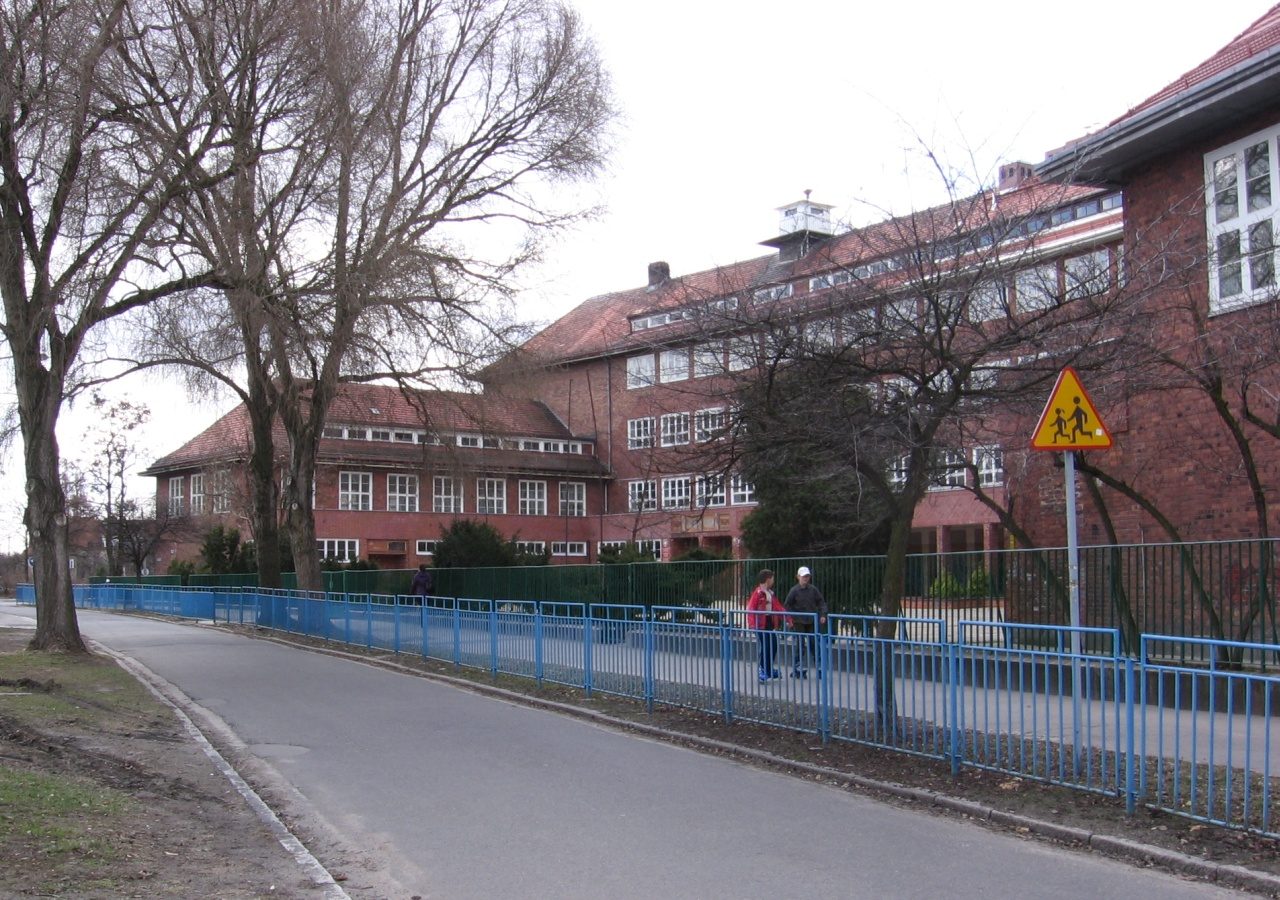
Sępolno, szkoła

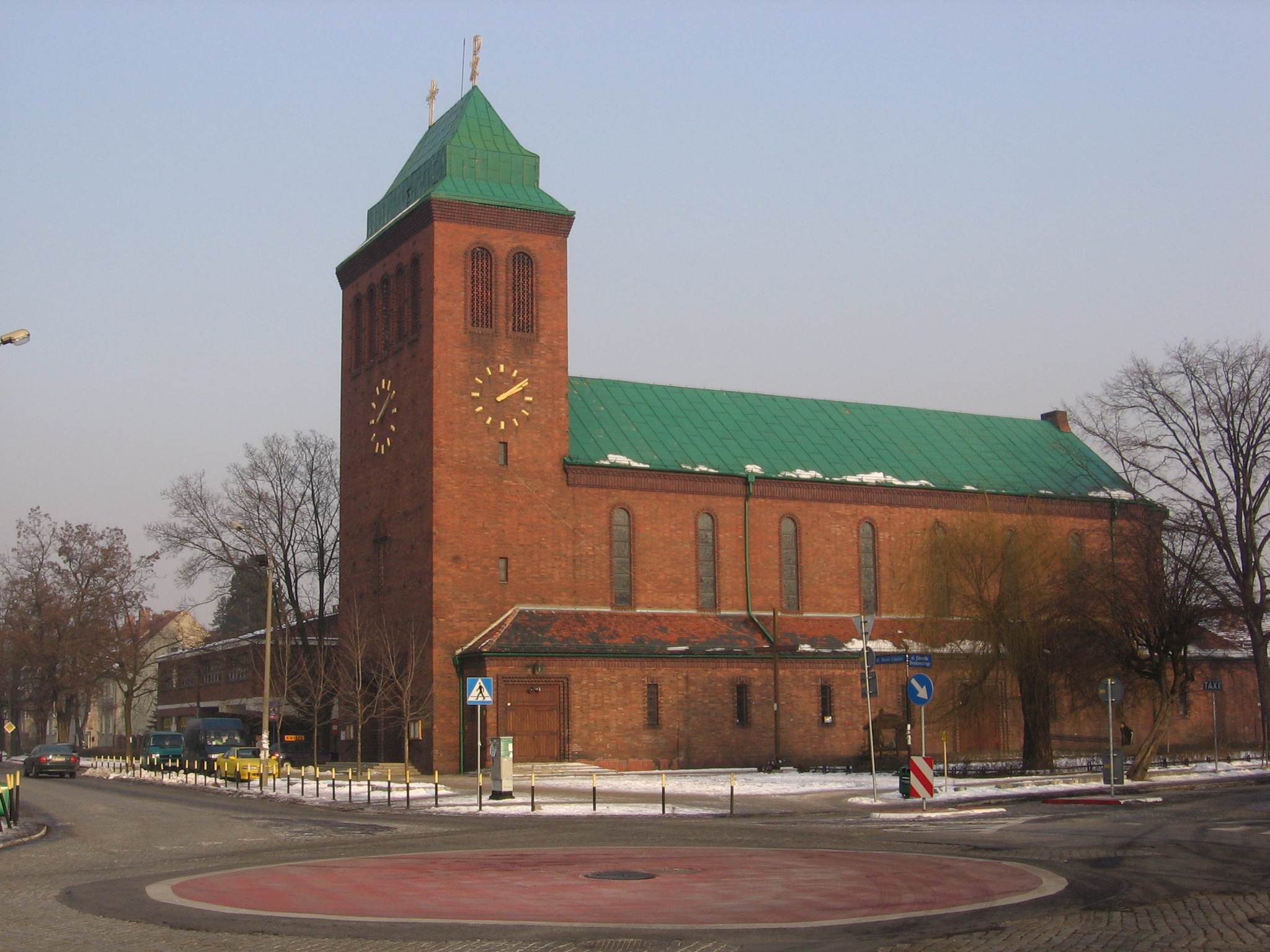
Sępolno, katolicki kościół Św.Rodziny

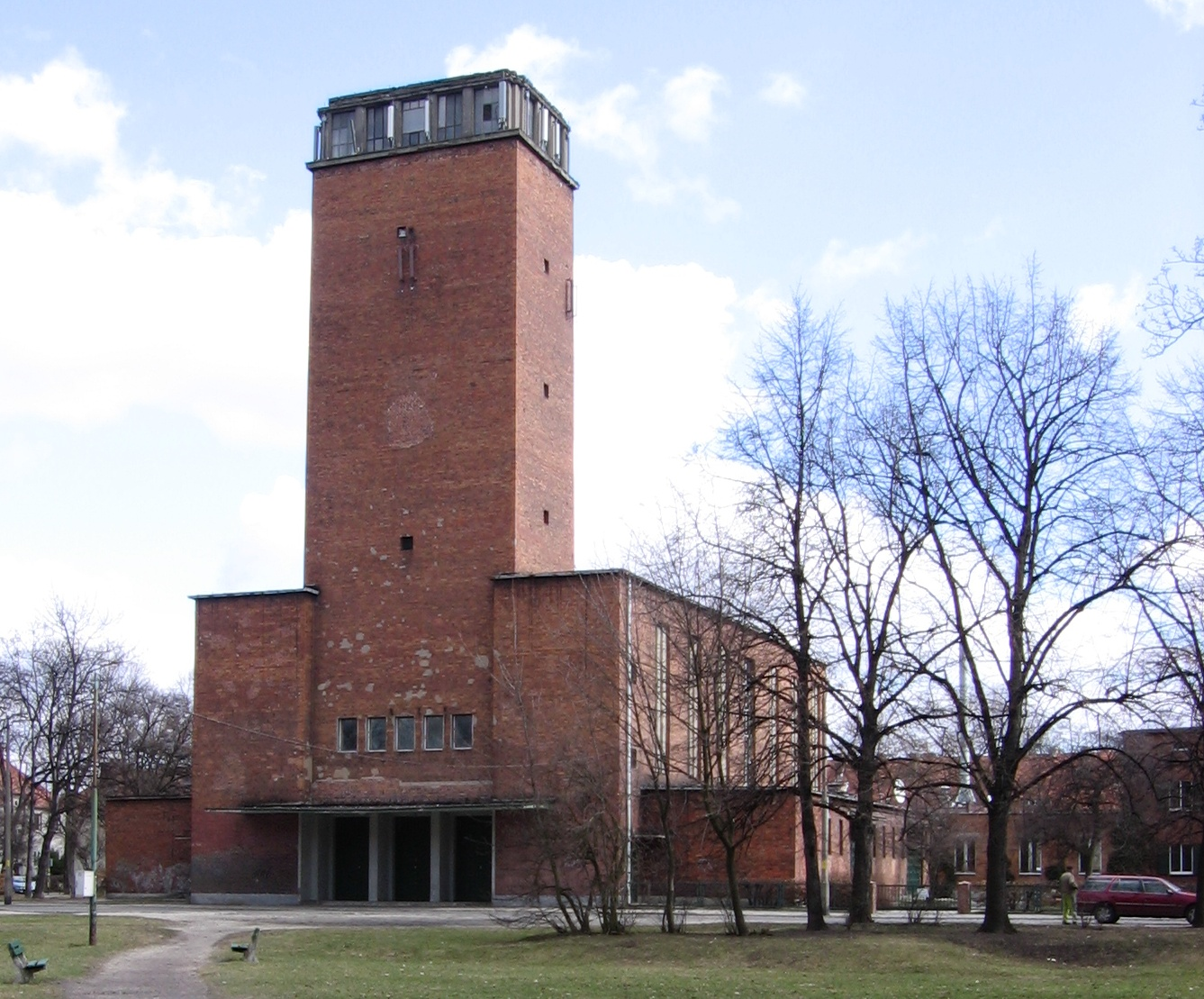
Sępolno, ewangelicki kościół Gustawa Adolfa

## Położenie i plan przestrzenny
Osiedle położone w obrębie tzw. Wielkiej Wyspy, oprócz Biskupina i Bartoszowic graniczy z Dąbiem, Szczytnikami i Zalesiem. Granice ścisłego osiedla zaprojektowanego przez architektów Paula Heima, Hermanna Wahlicha i Alberta Kemptera i realizowanego w latach 1919–1935 z założeniem „miasta-ogrodu” dla przedstawicieli wrocławskiej klasy średniej biegną wzdłuż ulic Dembowskiego, 8 maja, Mickiewicza i Monte Cassino, zazwyczaj wlicza się jednak też do niego teren położony wzdłuż ulic Smętnej i Żmichowskiej na wschodzie oraz niezabudowany teren przy ul. 8 maja i Heweliusza. Większość budynków na Sępolnie stanowią wielorodzinne dwukondygnacyjne domy szeregowe, a także 4- lub 6-mieszkaniowe domy wolno stojące oraz pewna liczba domów jednorodzinnych. Osiedle ma powierzchnię stu hektarów, z czego 3/4 zajmuje zabudowa i przydomowe ogródki, a resztę – ulice i parki i inna zieleń publiczna. Osiedle ma przemyślany układ komunikacyjno-przestrzenny z dwiema głównymi ulicami, zbiegającymi się przy błoniu i otoczonymi stosunkowo zwartą zabudową wielorodzinną, prostopadłymi ulicami bocznymi, wokół których powstały domy wolno stojące (a w drugim etapie szeregowe) oraz ścieżkami pieszymi, przeprowadzonymi niezależnie od dróg kołowych na zapleczu ogródków.
Centralny plac osiedla, określany często jako błonie (dziś Skwer Powstańców Warszawskich), zamknięty jest od wschodu budynkiem ewangelickiego Kościoła Pamięci Króla Gustawa Adolfa (w czasach PRL funkcjonowały w tym budynku dwa kina), a od zachodu budynkiem szkoły podstawowej nr 45 (w czasach wojny znajdował się tu obóz pracy przymusowej dla kobiet).
W 2022 roku na osiedlu Sępolno otwarto skwer Karaimski, poświęcony najmniej licznej mniejszości etnicznej w Polsce. Skwer znajduje się na rogu ulic Partyzantów i W. Sławka. 